# 부-부-카가부-
《부 부 카가부》(ぶーぶーかがぶー)는 요시미즈 카가미 원작의 러키☆스타를 원작으로 한 에렛토(えれっと)의 일본의 만화작품이다. 《월간 콤프 에이스》 2008년 7월호부터 연재하기 시작했다.

## 개요
원작과 마찬가지로 4컷 만화의 형식이다.
원래는 동인 써클 '우츠라우라라카(うつらうららか)'의 사이트 및 코믹 마켓에 공개하고 있던 2차 창작의 동인지로 그려졌던 것이었지만, 상업 베이스로 연재되기 시작한 것으로, 반은 원작자의 공인에 가까운 위치설정이 갖춰졌다.
덧붙여 '카가부(かかぶー)'란 '히이라기 카가미'와 '모노크로부(モノクロブー)'를 조합한 이름이며, '카가밍부(かがみんぶー)'를 생략한 것이기도 하다.

## 스토리의 개요
히이라기 카가미가 아침에 일어나 보니 몸이 모노부와 같이 되어 있었다.

## 등장인물
- 이즈미 코나타
- 히이라기 카가미
- 히이라기 츠카사
- 타카라 미유키
- 이와사키 미나미
- 코바야카와 유타카

## 같이 보기
- 러키☆스타
- 모노크로부